# Ambilinéarité
 (février 2022).
L'ambilinéarité est un système de descendance cognatique dans lequel les individus peuvent être affiliés soit au groupe de leur père, soit à celui de leur mère. Ce type de descendance donne lieu à des groupes de descendance qui sont non unilinéaires au sens où la descendance passe soit par les femmes soit par les hommes, contrairement aux systèmes unilinéaires, qu'ils soient patrilinéaires ou matrilinéaires. L'affiliation à un groupe de descendance sera déterminée soit par le choix, soit par la résidence. Dans ce dernier cas, les enfants appartiendront au groupe de descendance avec lequel leurs parents vivent.
Les sociétés pratiquant la descendance ambilinéale sont particulièrement courantes en Asie du Sud-Est et dans les îles du Pacifique. Les cultures polynésiennes et micronésiennes sont souvent ambilinéaires, comme les Samoans, Māori, les Hawaïens et les habitants des îles Gilbert. Les peuples indigènes du nord-ouest de l'Amérique du Nord sont également des adeptes de l'ambilinéité ; on la retrouve aussi chez les Yoruba du sud qui résident en Afrique de l'Ouest.